# Cardi B
Belcalis Almanzar (født 11. oktober 1992), mest kendt som Cardi B, er en amerikansk rapper, sanger, sangskriver og internet-stjerne. 
Hun blev født og voksede op i Bronx, New York, og fik sin første store opmærksomhed for at fortælle om sin karriere som stripper på sociale medier.
Cardi B fik sit gennembrud som solist med udsendelsen af sangen "Bodak Yellow" i juni 2017. Sangen nåede førstepladsen på Billboard Hot 100, og i begyndelsen af 2018 havde hun sine tre første singler blandt de 15 bedste (udover "Bodak Yellow" var det "MotorSport", sammen med Migos og Nicki Minaj, samt "Bartier Cardi", sammen med 21 Savage).
Hun var på programmet til Roskilde Festival 2018, men aflyste grundet sin graviditet.

## Diskografi
- Invasion of Privacy (2018)